# Tipula derbecki
Tipula derbecki är en tvåvingeart som beskrevs av Alexander 1934. Tipula derbecki ingår i släktet Tipula och familjen storharkrankar. Inga underarter finns listade i Catalogue of Life.